# Antanambao Manampotsy (district)
Antanambao Manampotsy is een district van Madagaskar in de  regio Atsinanana. Het district telt 46.112 inwoners (2011) en heeft een oppervlakte van 1.342 km², verdeeld over 5 gemeentes. De hoofdplaats is Antanambao Manampotsy.

## Demografie
| Jaar | Inwoneraantal |
| ---- | ------------- |
| 1993 | 35.533        |
| 2000 | 29.666        |
| 2005 | 34.855        |
| 2007 | 37.194        |
| 2011 | 46.112        |